# Abijah
Abijah, conosciuta anche come Abi oppure Abia o Abiia (fl. VIII secolo a.C.), è un personaggio biblico, madre di Ezechia e moglie di Acaz, entrambi re di Giuda.
Era figlia di uno Zaccaria, di cui non abbiamo riferimenti storici, forse si tratta di Zaccaria, figlio di Ieberechia.
Alcuni autori ritengono che Abijah è la almah o "giovane fanciulla" (al momento della profezia) della profezia di Emmanuele in Isaia 7:14, e che il bambino che sarà un infante quando Resin e Pekah saranno sconfitti da Tiglatpileser III potrebbe essere il futuro erede al trono, Ezechia.